# Gare de Mesvres
La gare de Mesvres est une gare ferroviaire française de la ligne de Nevers à Chagny, située sur le territoire de la commune de Mesvres, dans le département de Saône-et-Loire en région Bourgogne-Franche-Comté.

## Situation ferroviaire
La gare est située au point kilométrique (pK) 109,409 de la ligne de Nevers à Chagny, entre les gares d'Étang-sur-Arroux et de Broye.
Elle dispose de deux quais établis de chaque côté de la gare, pour permettre un accès aux deux voies.

## Histoire
La gare fut ouverte le 16 septembre 1867, au moment de l'ouverture du tronçon reliant Cercy-la-Tour à Montchanin sur la ligne de Nevers à Chagny.

## Service voyageurs

### Accueil
La gare de Mesvres est une halte SNCF, point d'arrêt non géré (PANG) à entrée libre.

### Dessertes
Mesvres est desservie par des trains du réseau TER Bourgogne-Franche-Comté, sur la liaison d'Étang-sur-Arroux à Montchanin.
Elle est également desservie par la ligne 119 du réseau Mobigo, qui relie Étang-sur-Arroux au Creusot et dessert les mêmes gares que la liaison ferroviaire (à l'exception de la gare de Montchanin qui n'est pas desservie).